# マメロン (歯科学)
マメロン（フランス語の "mamelon"、乳首の意に由来）は、切歯が歯肉から初めて萌出した際に、その切縁に存在する3つの丸みを帯びた突起の一つである。マメロンは、咀嚼や食物を食べることで自然に摩耗することがあるが、もし摩耗しない場合は歯科医によって滑らかにすることができる。マメロンは永久中切歯および側切歯に存在する。特に上顎中切歯で最も観察しやすく、歯の切縁に3つの小さな隆起として現れる。マメロンは通常、臨床的に重要ではない。ほとんどの場合、歯の萌出後早期に摩耗して消失する。

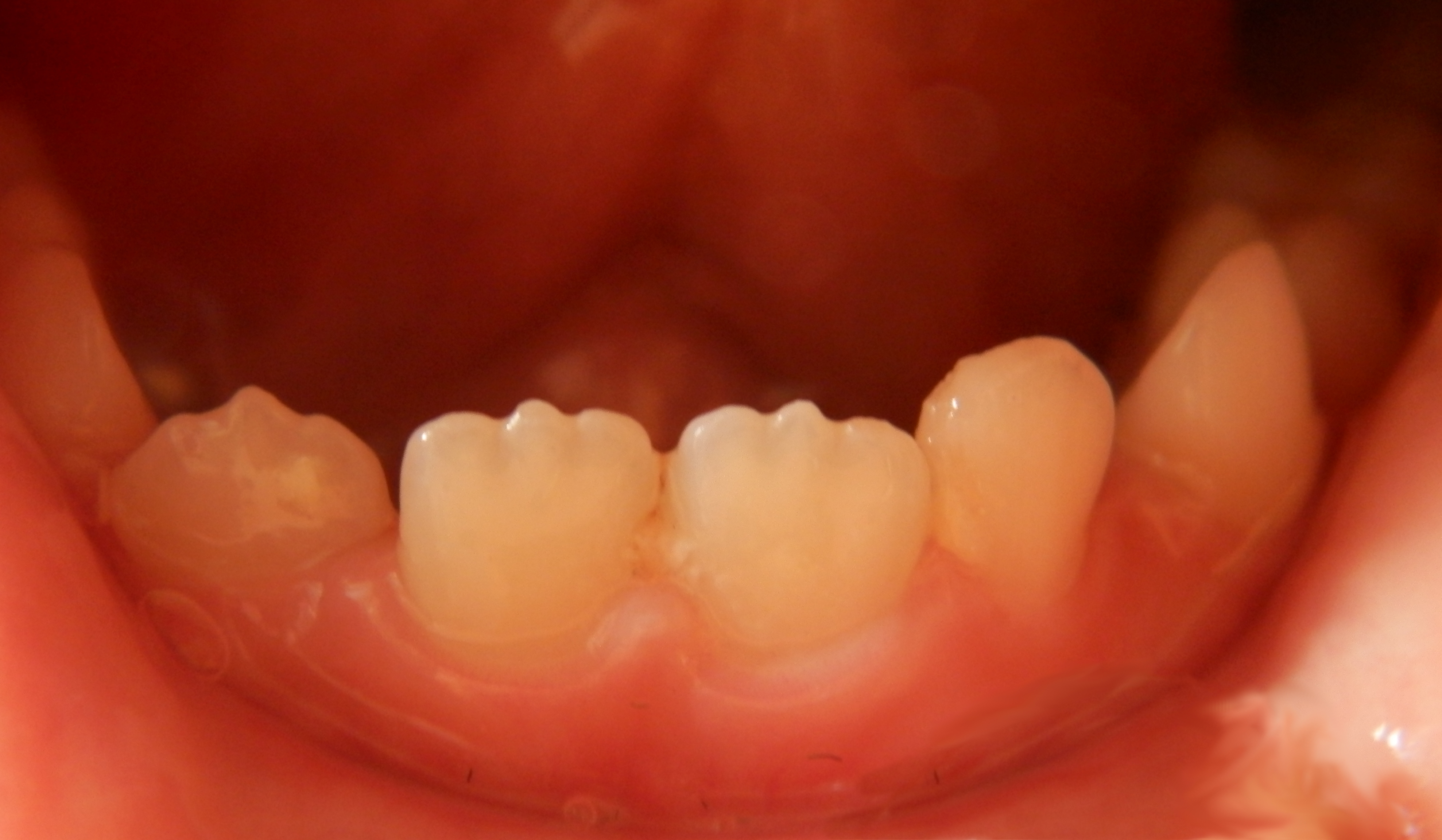
マメロン7歳男児の下顎右側中切歯および側切歯にマメロンが認められる。

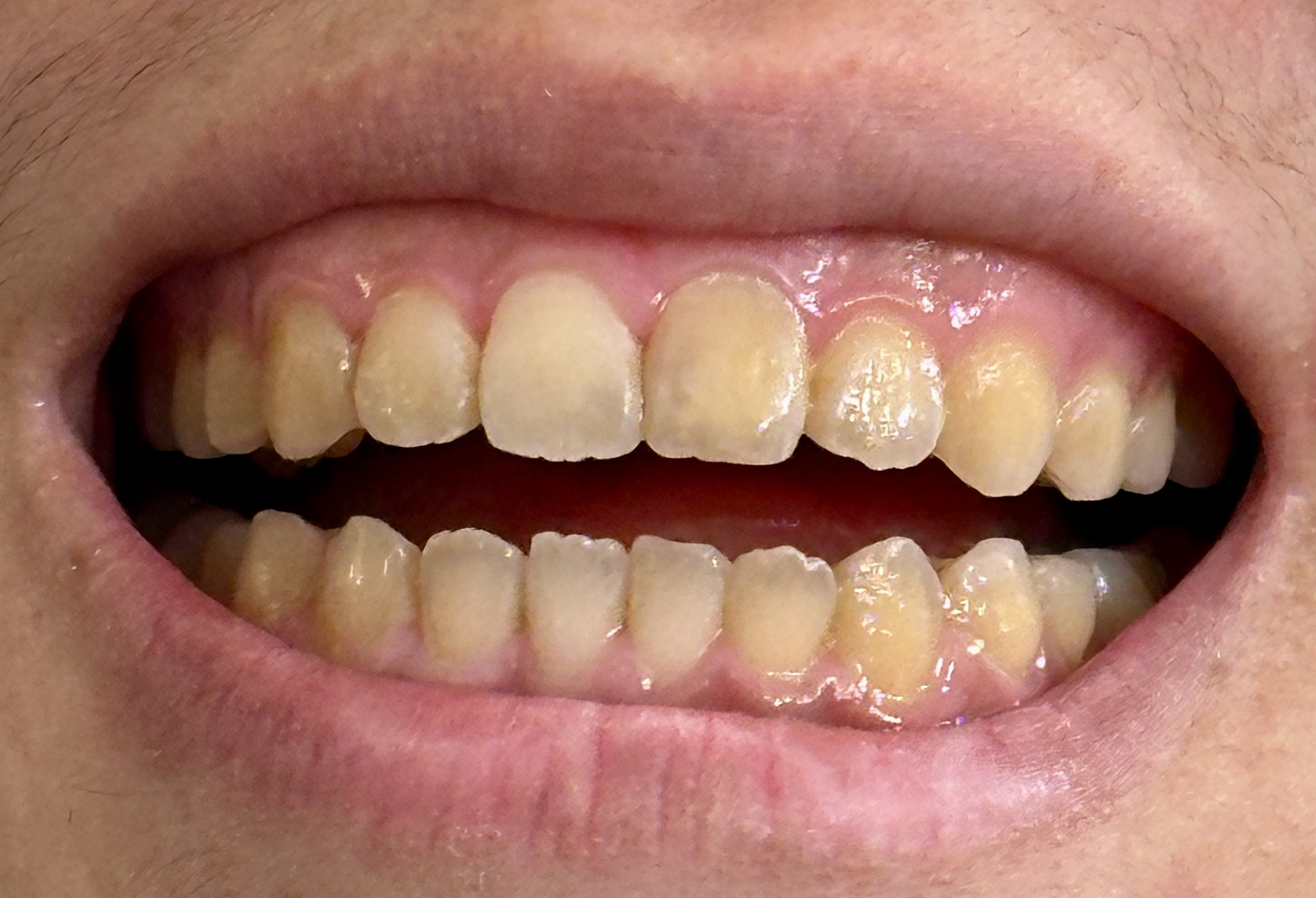
マメロン33歳成人男性の下顎中切歯にマメロンが残存している。